# Antti Niemi (fysiker)
Antti Juhani Niemi, född 13 december 1956, är en finländsk professor i teoretisk fysik vid Uppsala universitet. Han är även verksam som gästprofessor vid Stockholms universitet. 
Niemi utnämndes 1992 till professor vid institutionen för fysik och astronomi. År 2010 ledde han ett Nobelsymposium inom ämnesområdet fysik. 1994 mottog han Göran Gustafssonpriset i fysik. Hans vetenskapliga publicering hade 2021 enligt Google Scholar över 8 000 citeringar och ett h-index på 41.